# Larry Brooks
Lawrence Mel "Larry" Brooks, född 26 februari 1950, är en amerikansk sportjournalist som bevakar den nordamerikanska professionella ishockeyligan National Hockey League (NHL) i allmänhet och ishockeyorganisationen New York Rangers i synnerhet.
År 1971 avlade Brooks en examen vid City College of New York och började fyra år senare arbeta för dagstidningen New York Post. När Colorado Rockies blev New Jersey Devils 1982 utsågs Brooks till att vara bevakande sportjournalist för Devils för tidningens räkning. Senare under året fick han en anställning hos just Devils och arbetade på deras kommunikationsavdelning, i ett senare skede blev han befordrad till att vara kommunikationschef. År 1992 valde Brooks dock återvända till New York Post och den här gången fick han bevaka New York Rangers. Han och ishockeytränaren John Tortorella hade en omtalad fejd och rök ofta ihop vid intervjuer och presskonferenser när Tortorella var tränare för Rangers mellan 2009 och 2013.
År 2018 fick han motta utmärkelsen Elmer Ferguson Memorial Award, där vinnaren utses av intresseorganisationen Professional Hockey Writers’ Association och priset ges ut av Hockey Hall of Fame.